# Anatolie Popa
Pour les articles homonymes, voir Popa.
Anatolie Popa (en russe : Анатолий Васильевич Попа) était un commandant militaire moldave qui a combattu dans la Première guerre mondiale, dans la révolution russe et dans la guerre civile russe. Il était l’un des organisateurs de la résistance moldave pro-bolchevique contre l’intervention de l’armée roumaine en Bessarabie.
Après que la Bessarabie ait été unie à la Roumanie, en raison de son activité extraordinaire de soldat, le roi Ferdinand a décidé de pardonner à Popa et de lui offrir un poste dans l’armée roumaine. Il a refusé, passant le Dnister pour combattre en Ukraine du côté des partisans soviétiques. Il a combattu dans la révolte de Khotyn du côté de l’Armée rouge. Il a été capturé par les autorités polonaises dans le cadre d’une autre campagne pro-soviétique, mourant pendant son interrogatoire.

## Distinctions
- Ordre du Drapeau rouge.